# 榮太樓總本鋪
株式会社榮太樓總本鋪（えいたろうそうほんぽ、英: Eitaro Sohonpo Co.）は、東京都中央区日本橋に本社・本店を構える、老舗の和菓子店である。創業は1818年（文政元年）。

## 概要
本店は、江戸時代に細田栄太郎が店舗を構えた日本橋の「西河岸（にしがし）」の地に今もある。本社も同ビル内。
調布市仙川町2丁目に工場があったが2013年に廃止。現在、工場は八王子市七国1丁目にあり、そこで商品が製造されている。大阪府と福岡県に営業所を持つ。
商品の主な販売先は、百貨店、空港・駅構内、スーパーマーケット、コンビニエンスストア、ショッピングモールなど多岐に亘る。他には、榮太樓飴を主力商品として昔からの神社仏閣ルートも持っている。
近年はさらにWEB通販にも力を入れている。

## 社名の由来
1818年に江戸での菓子業を始めた細田徳兵衛のひ孫に当たる細田栄太郎の名前がその由来。
徳兵衛時代は九段に店を持っていたが、1857年、日本橋に店舗を構えたのが栄太郎である。開店当初は徳兵衛時代の「井筒屋」で商売を始めたが、4年後には店名を「榮太樓」に変更した。理由は客が「井筒屋」とは言わず、「えいたろうの店」「えいちゃんの店」としか呼ばなかったためらしい。

## 創業年
榮太樓總本鋪では1818年（文政元年）を創業年としている。
遡るとそれ以前にも数十年間の菓子業を営んでいる期間があるがそれは飯能時代のこと。細田徳兵衛が二人の孫とともに江戸九段の店で菓子業を始めたときを創業年としている。栄太郎から見ると細田徳兵衛は曾祖父に当たる。

## 歴史
1700年代の初め、現在の武州飯能に吉左衛門四世という者がいた。家は士族でありながら農業で生計を立てていた。1700年代なかば頃、吉左衛門四世は先祖代々の士族の位を捨てて菓子業を始めた。名前も善兵衛に変える。これが榮太樓の菓子業の始まり。そのときに作っていたのは煎餅焼。その商いは息子の善兵衛二世や孫に継がれる。この孫の名前が徳兵衛。徳兵衛は1817年に妻を亡くし、その翌年に孫二人（安太郎、安五郎）を連れて江戸御府内に出府。徳兵衛は江戸の九段坂で煎餅焼の商売を開始。店名は「井筒屋」。その井筒屋はのちに安太郎が継ぎ、安五郎は独立して別の菓子店に勤める。安五郎は腕が良く職長をしていた。やがて安五郎は「伊立屋」の看板を掲げて一本立ち。1830年に結婚。1832年に長男、栄太郎が生まれる。栄太郎は子供の頃からよく父の商いの手伝いをしていたので町内では孝子で通っていた。
1852年、栄太郎19歳のときに流行り病で伯父と父親を同時に亡くす。母と弟や妹など家族もいるので栄太郎は伯父の名である安兵衛を継いで一族の長となる。このとき九段坂の井筒屋はもう傾いていた。栄太郎は日本橋南詰の屋台商売にさらに精を出す（今の西川ビルとコレド日本橋の間）。栄太郎の金鍔は非常に有名で、とくに魚河岸で働く軽子たちには甘くて栄養価も高い金鍔は大人気だった。その後1857年（安政4）、西河岸町に店鋪を構える。当初は井筒屋の屋号で商売を始めたが、お客様が「栄太郎の店」と言うので、数年後に店名も「榮太楼」に変えてしまう。店鋪の場所は現在も本社として同じところにある。
明治期になると上野で開催された内国勧業博覧会や海外で催された万国発明品博覧会などに商品を出品しながら、知名度を東京一円に拡大してゆくとともに、1940年には有限会社を経て、1972年、株式会社へ改組。1981年には「缶入りあんみつ」を発売。国内の百貨店の各専門店で販売すると共ともに同社を代表する商品へと成長させる。

## 商品
江戸時代から続く本来の丸い金鍔、甘納豆の元祖「甘名納糖（あまななっとう）」、玉だれ、楼、梅ぼ志飴など。
また、水羊羹・あんみつ・みつ豆など贈答用の菓子類に強く、国内の百貨店には同社の専門店が多数存在する。量販店向けの商品も飴を中心に充実しており、代表商品として「黒みつ飴」「しょうがはちみつのど飴」などがある。近年は世代ごとにブランドを分け新しい和菓子の姿を提案している。

## 金鍔
江戸町人のお菓子として、大福餅などとともに現れたのは享保年間（1716～1735）頃と言われている。それ以前、貞享年間（1684～1687）に、粳の皮で小豆餡を包んで焼いたものが、京都に現れ「銀鍔」（形が刀の鍔のようで、粳の皮だから焼き色が白かった）と称して売られていた。これが江戸に渡り、小麦の皮に変わったことで黄金色の焼き色がついたことから金鍔として名付けられた。 

江戸時代末期、栄太郎が日本橋南詰（食傷新道の「木原店」）にて屋台店を使って売っていたのが金鍔。えいたろうの金鍔の名前と味は江戸市中に評判となっていた。もともと金鍔自体は江戸を代表するポピュラーなお菓子であった。江戸時代の川柳にも金鍔の人気を物語る歌が数々残されている。
- “さすが武士の子金鍔を食いたがり”
- “年季増しても食べたいものは 土手の金鍔 さつま芋”

## 榮太樓飴
榮太樓飴というのは以下の飴の総称である。「梅ぼ志飴」、「黒飴」、「抹茶飴」、「紅茶飴」、「のど飴」。

## 梅ぼ志飴
商品名の印象から梅味と思われがちだが、同商品に梅は含まれておらず、梅味ではない。日本に古来からある米や芋などを材料にした「和飴」とは異なり、砂糖を原料とする飴である。

南蛮渡来の細工菓子アルフェニン（和名：有平糖）の製法で作り上げられている。歯に付かずカリカリと軽やかに噛み砕けるキレのよさに加え、砂糖の熱分解により生じるカラメルを主体とした複雑な風味は、独特のコクがあり飽きない。

また、いくつ舐めても口の中が荒れないのは砂糖純度の高い証拠。化粧品の乏しい明治・大正の頃、上方の芸妓・舞妓たちが、この「梅ぼ志飴」を唇に塗ってから口紅をつけると唇口が荒れず紅に照りが出るからと、現代でいうリップグロス代わりに使用する事が流行し東京土産に請うたと伝わっている。

梅ぼ志飴という名前の由来は、形、大きさ、色が梅干に似ていたから。色が赤く、形は切り口を指で摘むために表面にシワが寄り、そこから、酸っぱい「梅干」に似ているとして名付けられた。実際は甘いのに、敢えて「梅ぼ志」と称したところに、江戸っ子の洒落と機智がでている。

## 甘名納糖
江戸時代に日本橋で生まれた甘納豆の元祖。榮太樓總本鋪の本店でしか売っていない。第一回内国勧業博覧会（明治10年）で優等賞を受賞した。

## Ameya Eitaro
同社にいくつかあるブランドの一つで飴の専門ブランド。
「宝石のように美しい飴」をテーマに見た目が化粧品のパッケージのように可愛らしいのが特徴。榮太樓總本鋪が得意とする飴の技術が駆使されており非常にユニーク。

## にほんばしえいたろう
若い人にも和菓子をもっと気軽に召し上がっていただきたいというコンセプトから生まれたブランド。
和のおやつ菓子をかわいらしい小袋仕立てで取り揃えており買いやすい。アトレ恵比寿にある本店では生どらやきも販売している。

## 東京PEASEN
エッフェル塔のマークが懐かしいピーセンは、昭和後期に東京土産として一世を風靡した。
もともとは銀座江戸一が製造販売を行なっていたが、同社が廃業して以降、榮太樓總本鋪にブランドが引き継がれている。

## からだにえいたろう
「ヘルスケア×和菓子」をテーマとした榮太樓總本鋪のお菓子ブランド。
業界初の低糖質羊羹、血糖値が上昇しにくいどら焼き等、幅広い年齢層に向け健康に気を配った商品を取りそろえ、ドラッグストアや調剤薬局などでも売られている。キャラクターの名前はえいたん。

## のれん分け
明治18年創業の芝神明 榮太樓と明治38年創業の深川 榮太樓の二店だけが現存するのれん分けの店である。

ほかに全国に点在する「えいたろう」の名前がついた店舗はのれん分けではない。但し、昔榮太樓總本鋪で働いていた社員が「えいたろう」の名前で店を始めるケースも昔は多かった。

## TVCM
缶入りみつ豆のテレビCMで「はーい、えいたろうですー」というジングルがあった。1970年代には梅ぼ志飴のCMも流れていた。